# 6.ª División Antiaérea

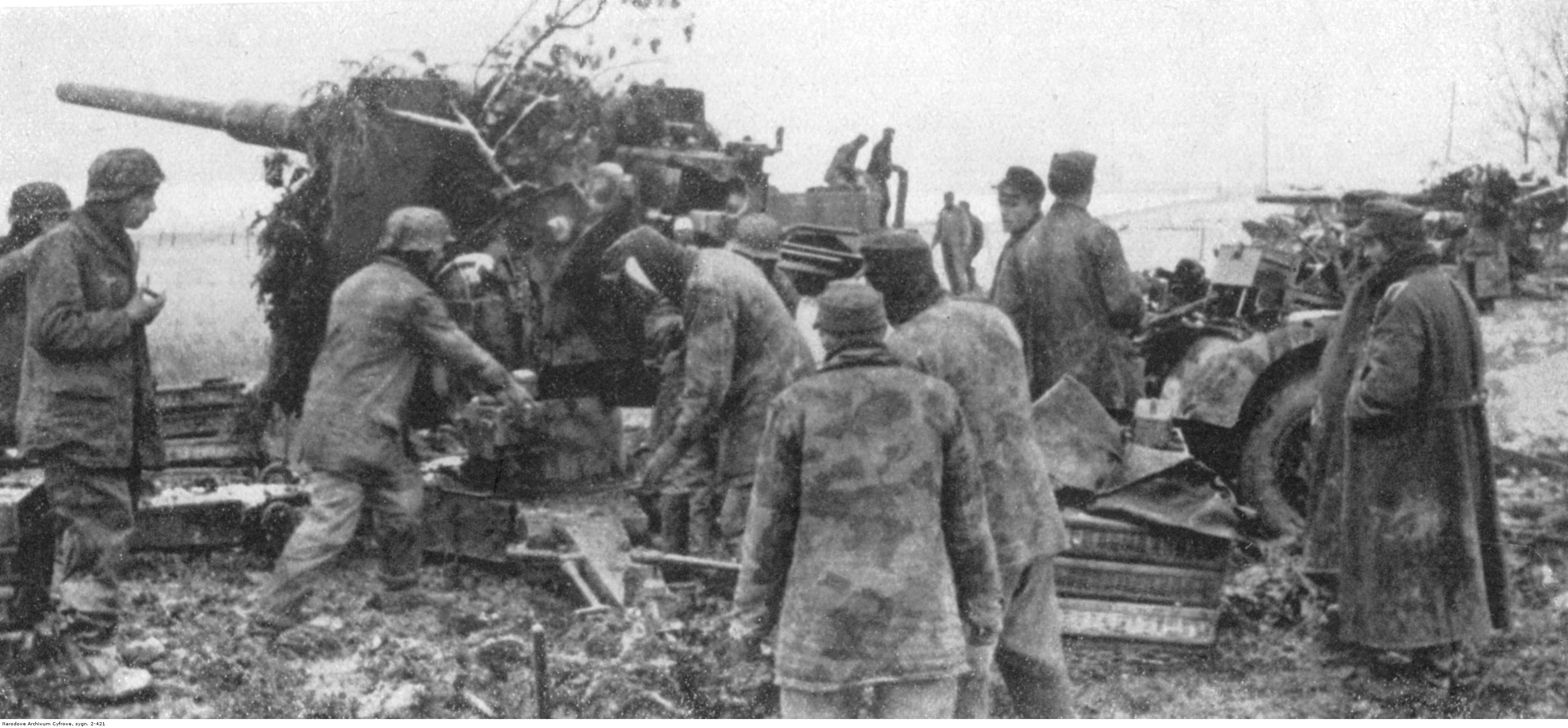
Una batería antiaérea alemana toma posiciones en campos de cultivo embarrados. Un grupo de soldados la rodea.

La 6.ª División Antiaérea (6. Flak-Division) fue una unidad militar de la Luftwaffe (Fuerza Aérea alemana) durante la Segunda Guerra Mundial.

## Historia
La unidad fue formada el 1 de septiembre de 1941 en Bruselas desde el 6.º Comando de Defensa Aérea.
- 8.º Regimiento Antiaéreo (Grupo Antiaéreo Rótterdam)
- 111.º Regimiento Antiaéreo (Grupo Antiaéreo Ámsterdam)
- 129.º Regimiento Antiaéreo (Grupo Antiaéreo Dunkirk)
- 132.º Regimiento Antiaéreo (Grupo Antiaéreo Boulogne)
- 431.º Regimiento Antiaéreo (Grupo Antiaéreo Lille)
- 126.º Batallón Aéreo de Comunicaciones

El 1 de abril de 1942 fue remplazada por la 16.ª División Antiaérea y movida a la 1.ª Flota Aérea en Rusia septentrional (con Cuartel General en Medved).

## Comandante
- General Job Odebrecht – (1 de septiembre de 1941 – 1 de septiembre de 1942)
- Teniente General Werner Antón – (1 de septiembre de 1942 – 8 de mayo de 1945)

### Jefes de Operaciones (Ia)
- Mayor Kurt Lotz – (? – abril de 1943)
- Mayor Clemens Martin – (abril de 1943 – julio de 1944)
- Capitán Erhard Richter – (1 de agosto de 1944 – mayo de 1945)

## Orden de Batalla

### Organización del 1 de septiembre de 1942
- 18.º Regimiento Antiaéreo (motorizada) en Duderholf, apoyando a la 11.º Ejército.
- 151.º Regimiento Antiaéreo (motorizada) en Medved, apoyando al 16.º Ejército.
- 164.º Regimiento Antiaéreo (motorizada) en Roshdestvenno, apoyando al 18.º Ejército.
- 126.º Batallón Aéreo de Comunicaciones
- Comando de División de Suministro

### Organización del 22 de junio de 1943
- 151.º Regimiento Antiaéreo (motorizada)
- 164.º Regimiento Antiaéreo (motorizada)
- 126.ª Compañía de Operaciones Aérea de Comunicaciones

### Organización del 1 de noviembre de 1943
- 43.º Regimiento Antiaéreo (motorizada)
- 151.º Regimiento Antiaéreo (motorizada)
- 6./I Batería Ligera de Campo
- 126.ª Compañía de Operaciones Aérea de Comunicaciones

El 136.º Regimiento Antiaéreo (motorizado) (Grupo Antiaéreo Ostland) se unió a la división en diciembre de 1943, pero la abandonó nuevamente en febrero de 1944; el 41.º Regimiento Antiaéreo (motorizado) se unió en febrero de 1944, abandonando en abril de 1944 y retornando nuevamente en julio de 1944; el 151.º Regimiento Antiaéreo (motorizado) dejó la división en julio de 1944, retornando nuevamente en agosto de 1944.

### Organización del 1 de septiembre de 1944
- 41.º Regimiento Antiaéreo (motorizada)
- 43.º Regimiento Antiaéreo (motorizada)
- 151.º Regimiento Antiaéreo (motorizada)
- 6./VI Batería de Transporte Antiaérea
- 14./VI Batería de Transporte Antiaérea
- 15./XI Batería de Transporte Antiaérea
- 28./IV Batería de Transporte Antiaérea
- 126.ª Compañía de Operaciones Aérea de Comunicaciones

El 136.º Regimiento Antiaéreo (motorizado) se unió a la división en septiembre de 1944, cuando la 2.ª División Antiaérea dejó Alemania, seguido por el 164.º Regimiento Antiaéreo (motorizado) en octubre de 1944. El 136.º Regimiento Antiaéreo (motorizado) la dejó nuevamente en octubre de 1944 por la 18.ª División Antiaérea.
El campo de batalla se cerró en Curlandia en 1945, rindiéndose en el área de Libau.
Estaba subordinada al Comando Administrativo Aéreo Norte Francia-Bélgica; desde el 1 de abril de 1942 a la 1.ª Flota Aérea y desde el 16 de abril de 1945 al Comando de la Fuerza Aérea Curlandia.